# 拉加尔德弗雷内
拉加尔德弗雷内（法語：La Garde-Freinet，法語發音：[la ɡaʁd fʁɛnɛ]）是法国普罗旺斯-阿尔卑斯-蓝色海岸大区瓦尔省的一个市镇，属于德拉吉尼昂区。

## 地理
拉加尔德弗雷内（43°19'1"N, 6°28'9"E）面积76.64 平方千米，位于法国普罗旺斯-阿尔卑斯-蓝色海岸大区瓦尔省，该省份为法国东南部沿海省份，北起上普罗旺斯阿尔卑斯省，西北角与沃克吕兹省接壤，西接罗讷河口省，南濒地中海，东临滨海阿尔卑斯省。
与拉加尔德弗雷内接壤的市镇（或旧市镇、城区）包括：勒卡内德莫尔、科洛布里耶尔、格里莫、莱马永、勒普朗德拉图尔、维多邦。

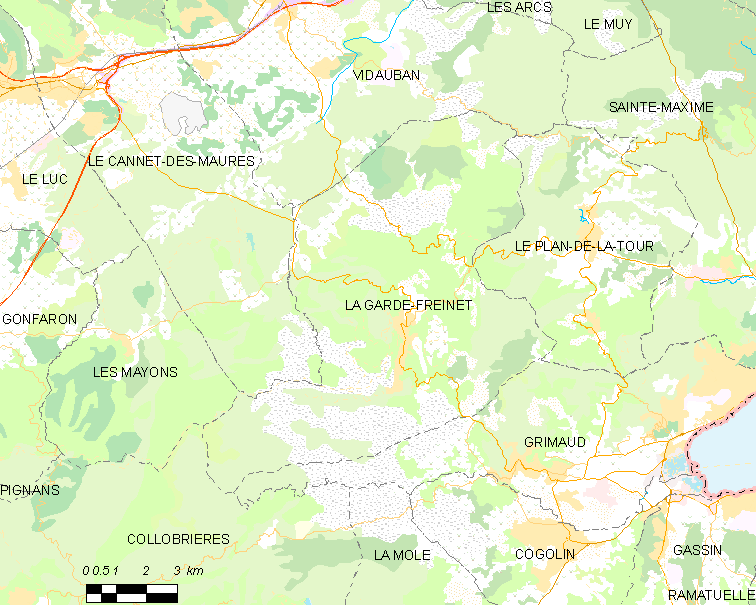
拉加尔德弗雷内的OSM定位图

拉加尔德弗雷内的时区为UTC+01:00、UTC+02:00（夏令时）。

## 行政
拉加尔德弗雷内的邮政编码为83680，INSEE市镇编码为83063。

## 政治
拉加尔德弗雷内所属的省级选区为勒吕克县。

## 人口

1962-2008年间拉加尔德弗雷内人口变化图示

拉加尔德弗雷内于2022年1月1日时的人口数量为1848人。